# Papyrus Reisner
Les papyrus Reisner remontent à l'époque du règne de Sésostris Ier, souverain de l'Égypte antique au XIXe siècle av. J.-C. Ces manuscrits sont mis au jour par George Andrew Reisner lors de fouilles effectuées entre 1901 et 1904 à Naga ed-Deir, situé dans le sud de l'Égypte. En tout, quatre rouleaux de papyrus sont trouvés dans un cercueil en bois dans une tombe,.
- papyrus Reisner I qui mesure environ 3,5 mètres de long et 31,6 cm de large au total. Il se compose de neuf feuilles distinctes et comprend des registres de construction de bâtiments avec le nombre de travailleurs nécessaires, des ateliers de menuiserie, des ateliers de chantier naval avec des listes d'outils. Certains segments contiennent des calculs utilisés dans la construction. William Kelly Simpson a donné des lettres aux sections du document. Les sections G, H, I, J et K contiennent des enregistrements de la construction d'un bâtiment, généralement considéré comme un temple. La section O est un dossier d'indemnisation des accidents du travail. Les enregistrements couvrent soixante-douze jours de travail[2].
- papyrus Reisner II qui contient les comptes de l'atelier du chantier naval à This sous le règne de Sésostris Ier a été publié par Simpson en 1965. Ce papyrus contient des récits datant des années 15 à 18 de Sésostris Ier. Il existe trois ordres administratifs d'un vizir[3].
- papyrus Reisner III qui contient les archives d'un projet de construction au début de la XIIe dynastie a été publié par Simpson en 1969 pour le Musée des Beaux-Arts de Boston. Des recherches plus approfondies à ce stade ont indiqué que les papyrus pourraient provenir d'une période légèrement antérieure[4].
- papyrus Reisner IV qui contient les comptes du personnel du début de la XIIe dynastie ; il a été publié par Simpson en 1986[5].

## Textes mathématiques
Plusieurs sections contiennent des tableaux à contenu mathématique.

### Papyrus ReisnerI, section G
La partie G comprend dix-neuf lignes de texte. La première ligne présente les en-têtes de colonnes, à savoir la longueur (ȝw), la largeur (wsx), l'épaisseur ou la profondeur (mDwt), les unités, le produit/volume (sty), et la dernière colonne contient les calculs du nombre de travailleurs requis pour la journée de travail en question.

### Papyrus ReisnerI, section H
La disposition du tableau dans la section H est semblable à celle de la section G. Dans ce tableau, seule l'en-tête de la colonne « produit/volume » est employé, et il n'y a pas de colonne dédiée à l'enregistrement du nombre de travailleurs nécessaires.

### Papyrus ReisnerI, section I
La section I partage de nombreuses similitudes avec la section H. Elle comporte des colonnes consignant la longueur, la largeur, la hauteur et le produit/volume. Dans ce cas, aucune désignation de colonnes n'a été fournie par le scribe. Bien que le texte présente des dommages en certains endroits, une reconstitution est possible. Les unités utilisées sont principalement des coudées, sauf lorsque le scribe mentionne des palmes. Les crochets signalent les parties du texte qui ont été ajoutées ou reconstruites.

## Difficultés d'interprétation
(novembre 2023).
Le contenu est difficilement compréhensible vu les erreurs de traduction, qui sont peut-être dues à l'utilisation d'un logiciel de traduction automatique.
Gillings et d'autres chercheurs ont accepté des opinions vieilles de plus d'un siècle sur ce document, plusieurs d'entre elles étant incomplètes et trompeuses. Deux des documents, rapportés dans les tableaux 22.2 et 22.2, détaillent une méthode de division par 10, une méthode qui apparaît également dans le papyrus mathématique Rhind. L'efficacité du travail a été surveillée en appliquant cette méthode. Par exemple, à quelle profondeur dix ouvriers ont-ils creusé en une journée, selon les calculs du papyrus Reisner, et par Ahmès, cent-cinquante ans plus tard ? De plus, les méthodes utilisées dans le papyrus Reisner et le papyrus Rhind pour convertir des fractions simples en séries de fractions unitaires ressemblent aux méthodes de conversion utilisées dans le rouleau de cuir des mathématiques égyptiennes.
Gillings a répété une vision courante et incomplète du papyrus Reisner. Il a analysé les lignes G10 du tableau 22.3B et la ligne 17 du tableau 22.2 à la page 221, dans Les mathématiques au temps des pharaons, citant ces faits du papyrus Reisner : divisez 39 par 10 = 4, une mauvaise approximation du valeur correcte, a rapporté Gillings.
Gillings a rapporté à juste titre que le scribe aurait dû énoncer le problème et les données comme suit :
39/10 = (30 + 9)/10 = 3 + 1/2 + 1/3 + 1/15
Pourtant, tous les autres problèmes et réponses de la division par 10 ont été correctement énoncés, points sur lesquels Gillings n’a pas insisté. Les données du tableau 22.2 décrivent les travaux effectués dans la chapelle orientale. Des données brutes supplémentaires ont été répertoriées sur les lignes G5, G6/H32, G14, G15, G16, G17/H33 et G18/H34, comme suit :
12/10 = 1 + 1/5 (G5)
10/10 = 1 (G6 et H32)
8/10 = 1/2 + 1/4 + 1/20 (G14)
48/10 = 4 + 1/2 + 1/4 + 1/20 (G15)
16/10 = 1 + 1/2 + 1/10 (G16)
64/10 = 6 + 1/4 + 1/10 + 1/20 (G17 et H33)
36/10 = 3 + 1/2 + 1/10 (G18 et H34)
Chace et Shute avaient noté que la méthode de division par 10 du papyrus Reisner est également appliquée dans le papyrus Rhind. Ni Chace et ni Shute, ne citent clairement les quotients et restes utilisés par le scribe Ahmès. D'autres chercheurs ont également brouillé la lecture des six premiers problèmes du papyrus mathématique Rhind, manquant son utilisation du quotient et des restes.
Gillings, Chace et Shute n'avaient apparemment pas analysé les données du Rhind dans un contexte plus large et ont signalé leur structure plus ancienne, manquant ainsi un fragment majeur de l'arithmétique des restes de la tablette en bois d'Akhmim et du papyrus Reisner. Autrement dit, la citation de Gillings dans les papyrus Reisner et Rhind, documentée dans « Les mathématiques au temps des pharaons », n'a fait qu'effleurer la surface de l'arithmétique scribale. Si les chercheurs avaient creusé un peu plus, ils auraient peut-être trouvé, il y a 80 ans, d’autres raisons à l’erreur 39/10 du papyrus Reisner.
L'erreur du papyrus Reisner a peut-être été notée par Gillings comme utilisant des quotients (Q) et des restes (R). Ahmès a utilisé des quotients et des restes dans les six premiers problèmes du papyrus Rhind. Gillings a peut-être oublié de résumer ses découvertes de manière rigoureuse, montrant que plusieurs textes du Moyen Empire avaient utilisé des quotients et des restes.
Considérées dans un sens plus large, les données du papyrus Reisner doivent être notées comme suit :
39/10 = (Q' + R)/10 avec Q' = (Q*10), Q = 3 et R = 9
tel que :
39/10 = 3 + 9/10 = 3 + 1/2 + 1/3 + 1/15
9/10 étant converti en une série de fractions unitaires selon les règles énoncées dans la tablette en bois d'Akhmim et suivies dans le papyrus Rhind et d'autres textes.
La confirmation de l'arithmétique des restes du scribe Ahmès se retrouve dans d'autres textes hiératiques. Le texte le plus important est la tablette en bois d'Akhmim. Cette tablette définit l'arithmétique des restes de scribe en utilisant un autre concept, l'Heqat. Curieusement, Gillings n'a pas cité les données de la tablette dans « Les mathématiques au temps des pharaons ». Gillings et les chercheurs du début des années 1920 avaient raté une occasion majeure de souligner une utilisation multiple de l'arithmétique des restes de scribe basée sur le quotient et les restes.
L'arithmétique des restes d'apparence moderne a ensuite été trouvée par d'autres en adoptant une vision plus large de l'erreur 39/10, aussi corrigée que les rapports de données réels de la Chapelle Orientale.
Gillings et la communauté universitaire avaient donc omis par inadvertance une discussion d’une importance cruciale sur les fragments de l’arithmétique des restes. L'arithmétique des restes, telle qu'utilisée dans de nombreuses cultures anciennes pour résoudre des problèmes d'astronomie et de temps, est l'une des nombreuses méthodes de division historiques plausibles qui auraient pu permettre une restauration complète de la division scribale vers 1906.
En résumé, les papyrus Reisner ont été construits sur une méthode décrite dans la tablette en bois d'Akhmim, puis suivie par Ahmès qui a écrit le papyrus Rhind. Les calculs de Reisner suivent apparemment notre règle moderne du rasoir d'Occam, selon laquelle la méthode la plus simple était la méthode historique ; dans ce cas, reste arithmétique, tel que :
n/10 = Q + R/10
où Q était un quotient et R était un reste.
Le Reisner, suivant cette règle du rasoir d'Occam, dit que dix unités d'ouvriers ont été utilisées pour diviser les données brutes en utilisant une méthode qui a été définie dans le texte, une méthode qui commence également le papyrus mathématique Rhind, comme indiqué dans ses six premiers problèmes.